# Сулако
Сулако (англ. USS Sulaco) — вигаданий космічний корабель з фільму «Чужі», ударний транспорт колоніальної морської піхоти США. На ньому відбувається значна частина фільму «Чужі». Корабель був покинутий екіпажем (автоматичне катапультування гібернаційних камер) у результаті появи на борту Ксеноморфа та подальшої пожежі. Ймовірно корабель був втрачений.
USS «Sulaco» — тринадцятий корабель у серії десантних транспортів типу Конестога. З моменту його останнього ремонту в конструкцію включили нову розробку — «блок 74». За розрахунками USS «Sulaco» повинен був прослужити ще п'ять років, перш ніж бути списаним та переданим у комерційний флот.
Назва «Сулако», як і деякі інші власні назви у франшизі, пов'язана з романом письменника Джозефа Конрада «Ностромо» (1904) — у книзі це вигадане місто, у якому відбуваються головні події.

## Призначення
Десантний космічний корабель, що володіє значною вогневою міццю, призначений для висадки десанту, вогневого прикриття десантних операцій, вільного крейсування, знищення малих, середніх та великих кораблів. Повністю монтується тільки на орбітальних корабельнях. Зазвичай ескортується групою десантно-штурмових кораблів малого радіуса дії, для яких служить і ремонтно-постачальної бази. Неаеродинамічний, вільно маневрує тільки у безповітряному просторі. Володіє посиленим (як звичайним, так і ядерним) ракетно-бомбовим озброєнням для ураження по поверхні планет та фактично необмеженим запасом ходу.
Система життєзабезпечення розрахована на підтримку життя максимального екіпажу з 90 осіб і стільки ж у анабіозних камерах. Транспорт здатний екстрено прийняти на борт до 2000 осіб у вантажному відсіку ангара та підтримувати їх у стані анабіозу протягом чотирьох днів. Оптимальне прискорення 0,5 g (5 м/с²), максимальне прискорення 1 g (10 м/с²), але при цьому витрата палива збільшується у 16 разів. Для польотів на передсвітовій швидкості використовуються чотири реактивні імпульсні двигуни GF-2400, на вуглецевому паливі. Для надсвітових польотів використовується тахіонний шунт з максимальною швидкістю 0,74 світлового року за стандартну добу. Термоядерний реактор Westingland A-59 3.6 терават, використовує як паливо гідрид літію. Гідрид літію володіє високою щільністю: 900 кубометрів палива забезпечують корабель енергією на цілий рік. Реактор захищений бронею, а в аварійній ситуації, реактор може збільшити тиск та викинути небезпечні рідини в космічний простір, оберігаючи судно від ушкодження.
На початковому етапі космічні кораблі типу «Конестога» були розроблені як десантний транспорт для перевезення військових загонів і логістики з обмеженою захисною здатністю. Проте з часом їх роль первинних військових вантажівок змінилася та врешті-решт, вони стали легким атакуючим транспортом з вторинними завданнями щодо здійснення контролю над невеликою ділянкою космосу та орбітальним бомбардуванням. Вони заповнюють нішу у флоті КМП, яку не судилося, буде заповнити жодному іншому транспорту до тих пір, поки в дію не будуть введені перші з нових атакуючих кораблів типу Буганвілл. З цього моменту кораблі типу «Конестога» будуть поступово списуватись, поки не зникнуть повністю (з 36 побудованих кораблів типу «Конестога» у CL3 залишаються на службі 35 судів, у CL4 — 27, у CL5 — 25 і менше 10 у CL6).

## Конструкція
Маючи масу, що наближається до 78 000 метричним тоннам, і довжину 385 метрів, цей транспорт здатний перевозити до 20 000 тонн вантажу. Кораблі типу Конестога розроблені у проєкції 8-17-0 — асиметричної конфігурації, яка надає оптимальну вантажну місткість усередині компактного та добре броньованого корпусу. У носовому відсіку розташовані сенсорні антени, велика кількість датчиків, відсік систем життєзабезпечення та рубка управління. У головному корпусі розташовується, секція зброї, льотна палуба та вантажний ангар з бойової та вантажно-розвантажувальною технікою. За ним знаходиться паливні баки з гідридом літію, вежа системи РЕБ з антенами зв'язку, охолоджуюча башта та термоядерний реактор «Вестінгленд А-95» потужністю 3,6 ТВт, до якого примикає секція двигунів, де розміщуються всі імпульсні рухові системи, включаючи тахіонний двигун для FTL-подорожей.
На головній палубі розташований зал кріогенного відділення з анабіознимі камерами, роздягальня з шафами, душова, тренажерний зал і їдальня з автоматичною роздачею. На польотній палубі розташовується вантажний ангар та суміжний з ним відсік обладнання, де зберігаються крокуючі автонавантажувачі Caterpillar P-5000, озброєння та боєкомплект для 2-х десантно-штурмових кораблів UD-4L «Cheyenne» та БМП M-577 ACP (ракети і боєкомплект завантажуються у десантні кораблі та БМП безпосередньо перед вильотом). Польотна палуба оснащена автоматизованою системою з гідравлічним підйомником-транспортером для доставлення десантно-штурмових кораблів до шлюзу. Ангарний відсік має два повітряні шлюзи — основний та допоміжний, який використовується як сміттєвий шлюз для скидання відходів. Також в безпосередній близькості до ангарного відсіку розташований відсік підготовки солдат. Ця кімната містить стійки зі зброєю та спорядженням, стенди для перевірки та комп'ютерного тестування озброєння і устаткування, плюс шафки, які також містять особисті речі військовослужбовців.
Усі вищевказані відсіки розташовані на одній палубі, яка примикає до легкого корпусу судна, через розміщення десантно-штурмових кораблів у безпосередній близькості до повітряного шлюзу. Імовірно десантний транспорт розділений на 2 палуби і має три рівні-поверхи. На першому розташовується командна рубка — центр управління кораблем. На другому рівні в ангарі вантажного відсіку знаходиться два десантно-штурмових боти UD-4L «Cheyenne», максимальна кількість яких може досягати восьми. Ці основні спускові кораблі здатні здійснювати приземлення на планети, а також пересуватися у космосі автономно, як невеликі космічні кораблі. На третьому «стикувальному» рівні шлюзів в стартових шахтах розміщені 20 автоматично відстрілюваних аварійно-рятувальних модулів BD-409 EEV, модель 337.
Військові кораблі мають багатошаровий корпус розділений на сегменти, які герметично з'єднані між собою та перебирання між якими компресійної стійкі та вибухобезпечні. Панелі обшивки виконані з радіопоглинального матеріалу, що знижує ефективну площу розсіювання корабля. Темно-сірий колір корпусу знижує візуальну помітність. Броня ламінована та являє собою мікрометеоритний щит, вуглецевий композит та шар аерогелю.

### Управління
Sulaco — повністю автоматизований військовий транспорт, управляється комп'ютером зі штучним інтелектом, який здатний самостійно пілотувати корабель та оборонятися. Транспорту для управління необхідний лише один член екіпажу — виконавчий офіцер, щоб виконувати основні обов'язки пілота-навігатора, наприклад, орбітальне маневрування та перевіряти стан систем життєзабезпечення (цю роль виконує синтетик, якому не потрібний тривалий сон, на «Сулако» це був андроїд Бішоп 341-Б).